# Фолкленд (Північна Кароліна)
Фолкленд (англ. Falkland) — місто (англ. town) в США, в окрузі Пітт штату Північна Кароліна. Населення — 47 осіб (2020).

## Географія
Фолкленд розташований за координатами 35°41′55″ пн. ш. 77°30′48″ зх. д. / 35.69861° пн. ш. 77.51333° зх. д. (35.698547, -77.513250).  За даними Бюро перепису населення США в 2010 році місто мало площу 0,64 км², уся площа — суходіл.

## Демографія
Згідно з переписом 2010 року, у місті мешкало 96 осіб у 35 домогосподарствах у складі 25 родин. Густота населення становила 151 особа/км².  Було 39 помешкань (61/км²).
Расовий склад населення:
| - 69,8 % — білих - 18,8 % — чорних або афроамериканців - 2,1 % — азіатів - 5,2 % — осіб інших рас |

До двох чи більше рас належало 4,2 %. Частка іспаномовних становила 10,4 % від усіх жителів.
За віковим діапазоном населення розподілялося таким чином: 26,0 % — особи молодші 18 років, 55,2 % — особи у віці 18—64 років, 18,8 % — особи у віці 65 років та старші. Медіана віку мешканця становила 40,5 року. На 100 осіб жіночої статі у місті припадало 108,7 чоловіків;  на 100 жінок у віці від 18 років та старших — 97,2 чоловіків також старших 18 років.
За межею бідності перебувало 30,5 % осіб, у тому числі 8,7 % дітей у віці до 18 років та 33,3 % осіб у віці 65 років та старших.
Цивільне працевлаштоване населення становило 11 осіб. Основні галузі зайнятості: публічна адміністрація — 36,4 %, науковці, спеціалісти, менеджери — 27,3 %, виробництво — 18,2 %, освіта, охорона здоров'я та соціальна допомога — 18,2 %.